# DEC-BAC
Un DEC-BAC ou un programme passerelle est le nom d'une entente dans le système d'éducation québécois permettant la reconnaissance de cours de niveau collégial par une université pour certains diplômes d'études collégiales (DEC) amenant au baccalauréat (BAC).
Cela permet ainsi à des étudiants d'éviter de suivre des cours universitaires dont les notions équivalentes ont déjà été suivies au collège et par la même occasion de raccourcir la durée de leurs études supérieures. Par exemple, après un programme collégial de trois ans, la poursuite des études vers un baccalauréat se fera en deux ans plutôt qu'en trois autres années.

## Types
- DEC-BAC intégré : une ou deux sessions d’études universitaires est reconnue (21 à 36 crédits) et permet de débuter à la 2e année du baccalauréat
- DEC-BAC harmonisé : permet aux diplômes de certains programmes techniques d'être admis avec moins d'exigences de préalables dans un programme universitaire de la même discipline
- Reconnaissance d'acquis : elle peut s'appliquer différemment d'un étudiant à l'autre et accorde des exemptions en fonction du dossier scolaire ou de l'expérience professionnelle